# El Gallo (Fernando Gómez García)
Pour les articles homonymes, voir El Gallo et Gómez.
Fernando Gómez García dit « El Gallo », né le 18 août 1847 à Séville (Espagne), mort le 2 août 1897 à Gelves (Espagne, province de Séville), était un matador espagnol.

## Présentation
« El Gallo » était l’un des matadors les plus appréciés de son époque. Il a commencé sa carrière comme banderillero, comme cela était habituel au XVIe siècle, avant de prendre l’alternative à Séville le 16 avril 1876, avec comme parrain « Bocanegra ». Mais sa gloire est largement éclipsée par celle de deux de ses trois fils, Rafael surnommé comme lui « El Gallo » et José dit « Joselito ».